# Stora Gäddtjärnen, Närke
Stora Gäddtjärnen är en sjö i Örebro kommun i Närke och ingår i Norrströms huvudavrinningsområde.